# Staatliche Universität Perm

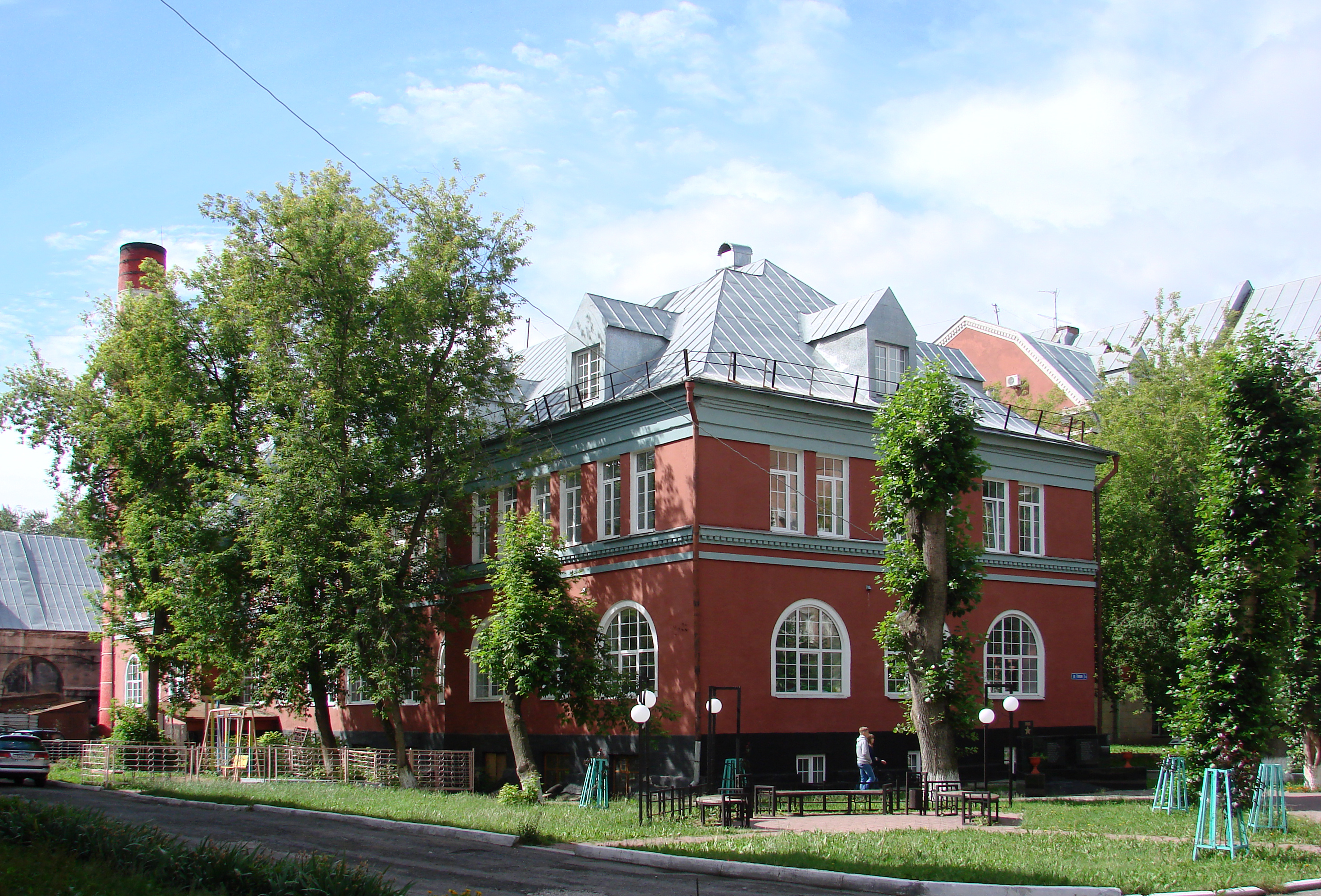
Staatliche Universität Perm

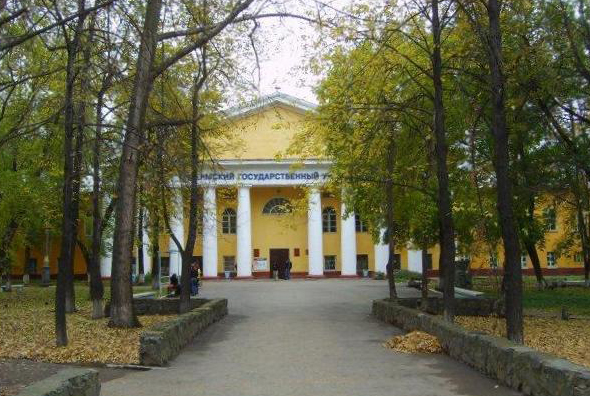
Staatliche Universität Perm

Die Staatliche Universität Perm (PSU) (russisch Федеральное государственное бюджетное образовательное учреждение высшего образования «Пермский государственный национальный исследовательский университет» Federalnoje gossudarstwennoje bjudschetnoje obrasowatelnoje utschreschdenije wysschego obrasowanija «Permskij gossudarstwennyj nazionalnyj issledowatelskij uniwersitet», deutsch ‚Föderale staatliche Hochschule „Staatliche Forschungsuniversität Perm“‘, englisch Perm State University, kurz russisch Пермский государственный университет Permskij gossudarstwennyj uniwersitet, Abkürzung russisch ПГНИУ PGNIU) ist eine Universität in Perm, Russland. Sie ist die älteste Universität im westlichen Ural.

## Geschichte
Die Universität wurde am 1. Oktoberjul. / 14. Oktober 1916greg. mit Hilfe von Wissenschaftlern wie Dmitri Iwanowitsch Mendelejew, Alexander Stepanowitsch Popow, Dmitri Mamin-Sibirjak und A. G. Denissow sowie dem Industriellen Nikolai Meschkow als Ableger der damals berühmten Universität Sankt Petersburg gegründet. Zu den ersten Fakultätsmitgliedern gehörten Boris D. Grekow, S. P. Obnorsky, N. P. Ottokar, A. A. Sawarsin, A. S. Jaschtschenko, K. K. Buga, Ju. N. Werchowski, Alexander G. Genkel und andere. Mit diesen Gelehrten fand eine Europäisierung der Provinzstadt Perm statt. Der britische Reisende J. Greenwald bezeichnete die junge Universität als Ural Cambridge.

## Hochschule
Über die Stadt verteilt liegen die 12 Fakultäten. Es gibt über 100 Professoren und 375 wissenschaftliche Mitarbeiter sowie ca. 11.000 Studenten. Es werden 32 Studienprogramme mit einer Laufzeit von 10 Semestern angeboten. 10 Studienprogramme schließen mit einem Bachelor bzw. Master (4+2) ab. In 60 Doktoratsstudien werden 250 Doktoranden betreut. Die Universität engagiert sich im Tempus-Förderprogramm der EU.
Bekannt ist der groß angelegte "Professor Alexander G. Genkel Botanische Garten".

## Fakultäten
- Geschichte und Politikwissenschaft
- Philologie
- Sprach- und Literaturwissenschaft
- Mechanik und Mathematik
- Physik
- Chemie
- Biologie
- Philosophie und Soziologie
- Geographie
- Geologie
- Ökonomie
- Rechtswissenschaft

## Hochschulpartnerschaften
- Manchester Metropolitan University